# Barză americană
Barza americană (Ciconia maguari) este o specie de barză mare care populează zonele umede sezoniere peste o mare parte din America de Sud, și este foarte similară în aparență cu barza albă, deși puțin mai mare.

## Descriere

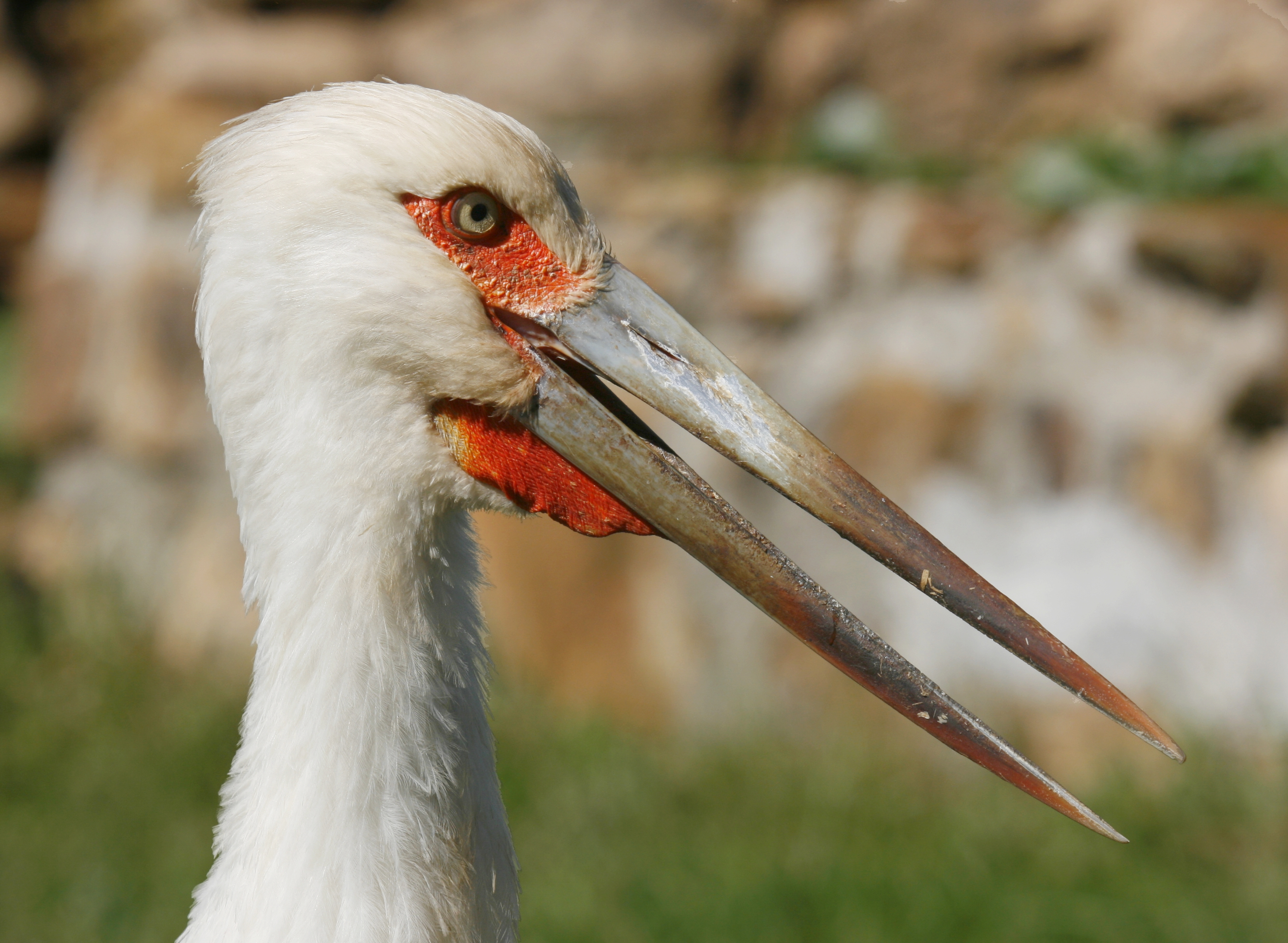
Ciocul este drept, gri-albăstrui și căptușit cu roșu. Ultima treime a ciocului este brun închis.

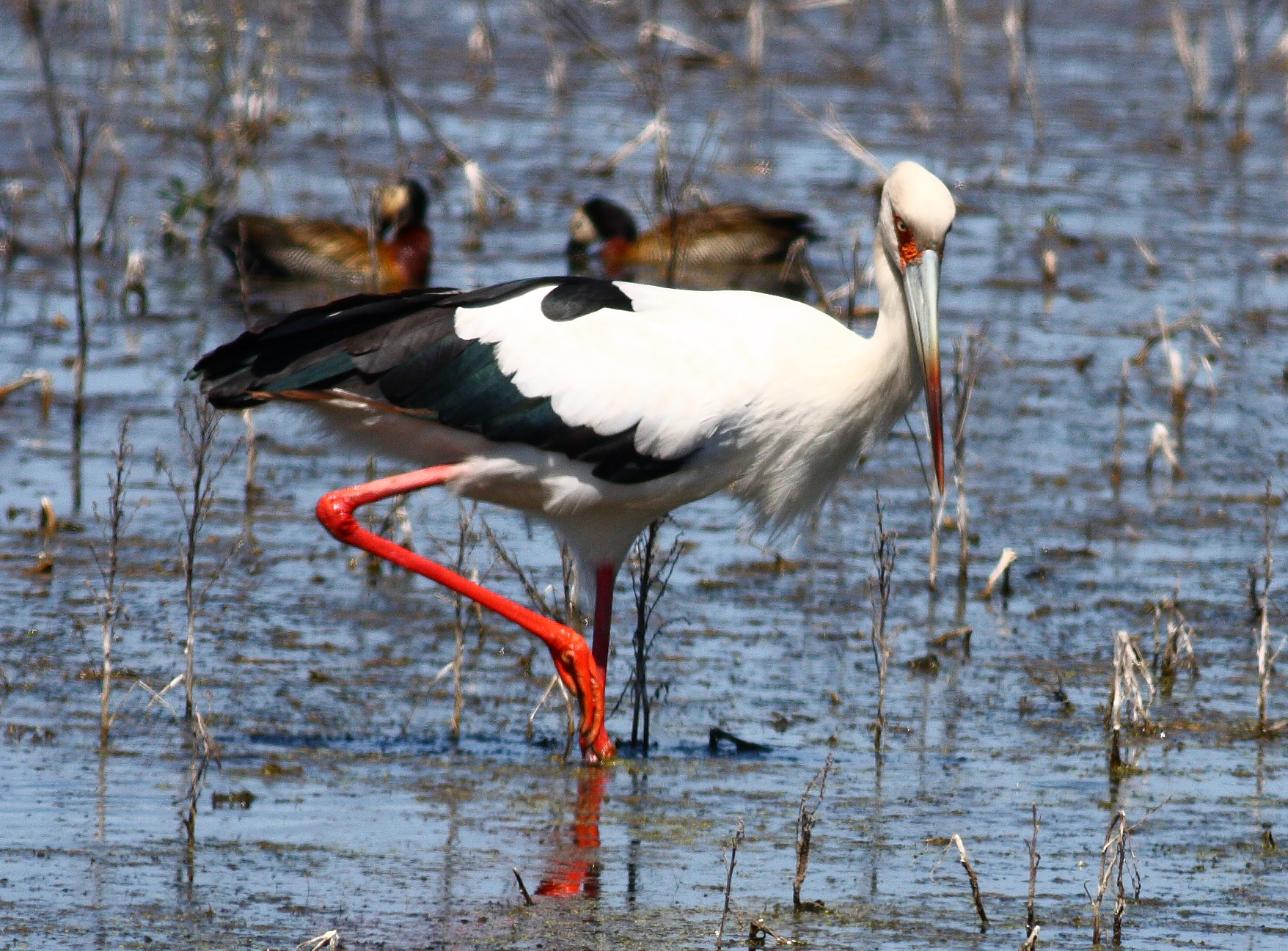
Ciconia maguari

Această barză relativ mare are 97-120 cm înălțime  și are dimensiuni similare cu barza albă. O mare parte din penajul adult este alb, cu pene de zbor negre și o coadă neagră bifurcată. Această coadă bifurcată distinge clar barza americană de barza albă. În timpul zborului, Ciconia maguari oferă o priveliște impresionantă. Se ridică la cel puțin o sută de metri deasupra solului, cu gâtul întins și picioarele întinse, bătându-și intermitent aripile largi. Bate din aripi cu o viteză de 181 bătăi pe minut, iar anvergura aripilor măsoară 150-180 cm. Această barză are nevoie de trei sărituri lungi înainte să poată decola de la sol.
Pielea gâtului și regiunea frenală sunt de culoare roșu-portocaliu, devenind roșu mai aprins în timpul perioadei de reproducere. Masculul este ușor mai mare și are ciocul ușor curbat în sus. Cântăresc de obicei 3,8-4,2 kg, masculii fiind mai grei.
Ciocul este drept, gri-albăstrui și căptușit cu roșu. Ultima treime de-a lungul ciocului este brun închis. Irisul este galben-lămâie sau alb crem și picioarele sunt roșii-purpurii. Pielea gâtului și regiunea frenală sunt de culoare roșu-portocaliu, devenind roșu aprins în timpul curtării. Masculul este puțin mai mare, cu un cioc ușor curbat în sus. Păsările cântăresc de obicei 3,8-4,2 kg, masculii fiind mai grei.